# Delomerista excavata
Delomerista excavata är en stekelart som beskrevs av Ulbricht 1913. Delomerista excavata ingår i släktet Delomerista och familjen brokparasitsteklar. Inga underarter finns listade i Catalogue of Life.